# Ana María Rodas

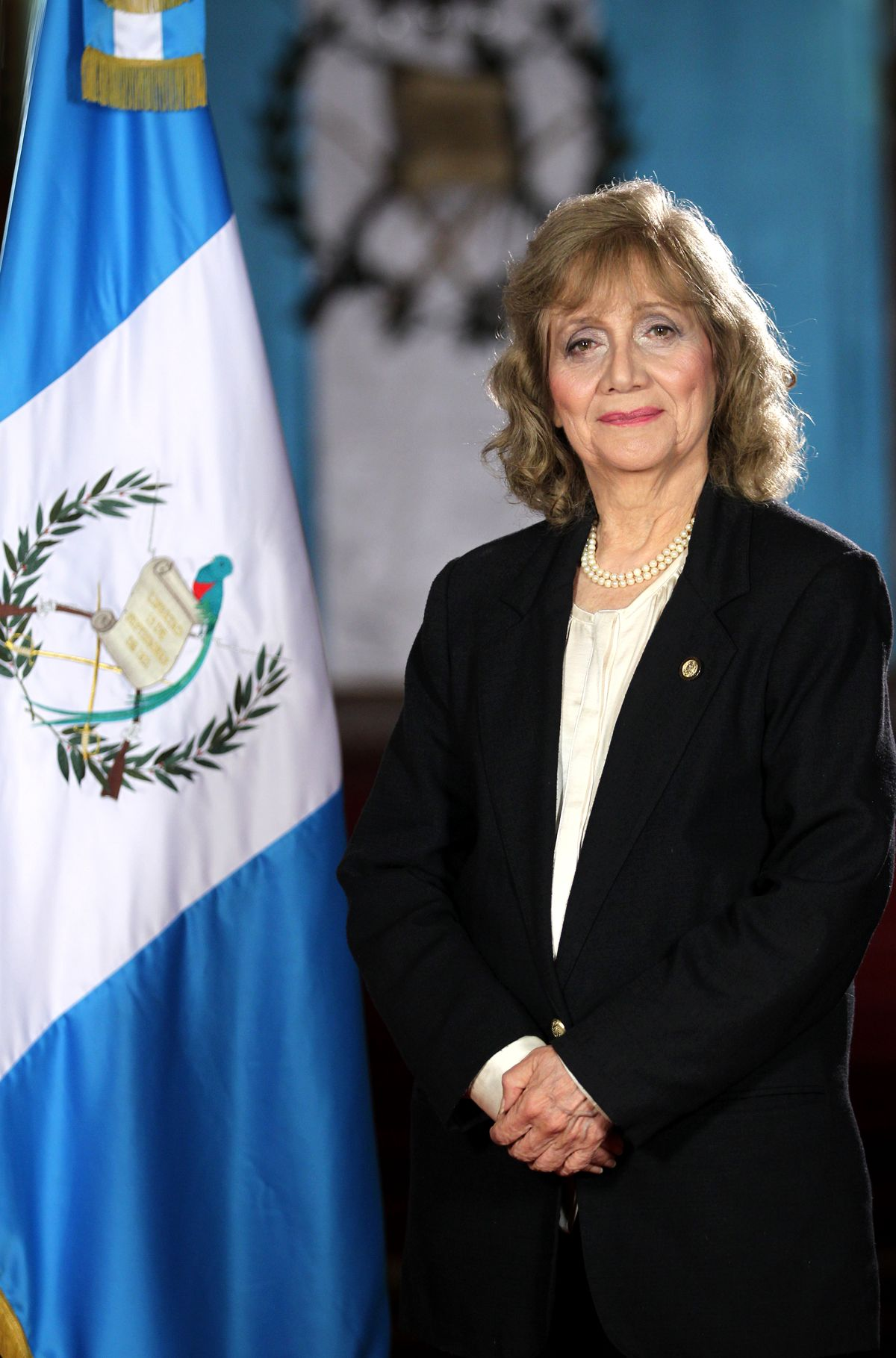
Ana María Rodas (2015)

Ana María Rodas (* 12. September 1937 in Guatemala-Stadt) ist eine feministische Dichterin, Erzählerin und Essayistin. Sie wird zu den wichtigsten zeitgenössischen, lyrischen Stimmen Mittelamerikas gezählt. 

## Leben
Schon als Kind entdeckte Rodas in der Bibliothek ihres Vaters, eines Journalisten und Malers, „anstößige“ Literatur. Schon als Jugendliche begann sie zu schreiben. Sie veröffentlichte ihren ersten Gedichtband 1973. Dieser rief einen Skandal hervor, worauf sie 1974 von den Zeitungsherausgebern den Preis der Pressefreiheit erhielt. Später lehrte sie an verschiedenen Hochschulen, wurde Direktorin der Nationalbibliothek und des Mitteilungsblattes des Regierung, des Diario de Centro América. 2015/16 war sie Kultur- und Sportministerin im Kabinett von Alejandro Maldonado Aguirre.

## Werke (Auswahl)
- Poemas de la izquierda erótica (1973)
- Cuatro esquinas del juego de una muñeca (1975)
- La insurrección de Mariana (1993)
- Ixöq rusamajel Ajaw. La monja (2002)
- Voces por la paz (2004)
- VERSschmuggel. Spanische und deutschsprachige Gedichte = Contrabando de versos poemas en español y alemán (2006)
- Antigua para principiantes (2021, Erzählung)

## Auszeichnungen
- Staatspreis Miguel Ángel Asturias für Literatur (2000)
- Erster Preis beim Hispanoamerikanischen Literaturwettbewerb Quetzaltenango für Lyrik (1990)
- Erster Preis beim Hispanoamerikanischen Literaturwettbewerb Quetzaltenango für Erzählung (1995)
- Orden Vicente Laparra de la Cerda (2006)

## Übersetzungen
Ihre Arbeiten wurden, unter anderem, ins Englische, Französische, Schwedische, Deutsche, Hebräische und Italienische übertragen.